# Bichlbach
Bichlbach är en ort och kommun i distriktet Reutte i förbundslandet Tyrolen i Österrike. Orten ligger i en bred dalgång och har två kyrkor varav en är från 1736. Samhället ligger 1079 meter över havet. I orten finns en liten djurpark och väster om Bichlbach ligger en linbana upp till Alpkopf.
Kommunen består av tre orter (Ortschaften) (inom parentes invånarantal 1 januari 2024):
- Bichlbach (524)
- Lähn (185)
- Wengle (63)